# Gruppo del Reichenspitze
Il Gruppo del Reichenspitze (Reichenspitzgruppe in tedesco) è un massiccio montuoso delle Alpi della Zillertal (più particolarmente delle Alpi Aurine). Si trova in Austria (Tirolo e Salisburghese) ed, in parte minima, in Italia (Trentino-Alto Adige).
Prende il nome dalla montagna più significativa: il Reichenspitze.

## Collocazione
Secondo le definizioni della SOIUSA il Gruppo del Reichenspitze ha i seguenti limiti geografici: Gerlospass, fiume Salzach, Krimmler Achental, Forcella del Picco, alta Valle Aurina, Heilig Geist Jöchl, Zillergrund, Zillertal, Gerlostal, Gerlospass.
Essa raccoglie la parte nord-orientale delle Alpi della Zillertal.

## Classificazione
La SOIUSA definisce il Gruppo del Reichenspitze come un supergruppo alpino e vi attribuisce la seguente classificazione:
- Grande parte = Alpi Orientali
- Grande settore = Alpi Centro-orientali
- Sezione = Alpi dei Tauri occidentali
- Sottosezione = Alpi della Zillertal
- Settore di sottosezione = Alpi Aurine
- Supergruppo = Gruppo del Reichenspitze
- Codice =  II/A-17.I-D

## Suddivisione
Il Gruppo del Reichenspitze viene suddiviso in due gruppi e sette sottogruppi:
- Catena Reichenspitze-Vetta d'Italia (8)
  - Costiera del Reichenspitze (8.a)
  - Massiccio della Vetta d'Italia (8.b)
- Catena Nord-orientale della Zillertal(9)
  - Costiera del Gerlos (9.a)
  - Costiera dello Schönach (9.b)
  - Costiera del Wimmer (9.c)
  - Costiera dello Schwarzach (9.d)
  - Costiera dello Ziller (9.e)

## Montagne

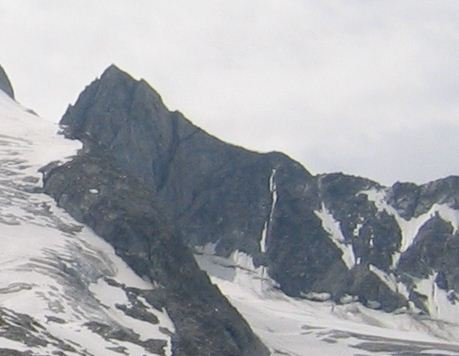
Il Reichenspitze.

Le montagne principali appartenenti al Gruppo del Reichenspitze sono:
- Reichenspitze - 3.303 m
- Wildgerlosspitze - 3.278 m
- Gabler - 3.260 m
- Zillerplattenspitze - 3.148 m
- Richterspitze - 3.052 m
- Zillerkopf - 2.995 m
- Sichelkopf - 2.982 m
- Keeskarkopf - 2.916 m
- Vetta d'Italia - 2.912 m
- Dreiecker - 2.892 m
- Mannlkarkopf - 2.873 m
- Testa Gemella Occidentale - 2.837 m